# Solomos Solomou
Solomon Solomou (greacă: Σολομών Σολωμού) (1970 - 14 august 1996) a fost un activist cipriot grec. A fost împușcat mortal de trei ori, în timp ce încerca să se urce pe un stâlp pentru a îndepărta un steag al Republicii Autonome Turce a Ciprului de Nord, după funeraliile vărului său Tassos Isaac, care a fost și el ucis de Lupii Cenușii câteva zile mai devreme.

Solomon Solomou mort după ce a fost împușcat mortal de Kenan Akin și Erdan Emanet.

## Începuturile vieții
Solomou a fost un refugiat cipriot ce a fost strămutat după Invazia Ciprului în anul 1974. A fugit din Famagusta când avea doar patru ani și s-a stabilit la Paralimni.

## Moartea sa din timpul demonstrațiilor din 1996
După funeraliile lui Tassos Isaac, un grup de ciprioți greci neînarmați au pătruns în Zona Tampon a Națiunilor Unite pentru o demonstrație și printre ei se afla și Solomon Solomou. În jur de ora 14:20, s-a îndepărtat de restul demonstranților și s-a îndreptat către o poziție militară turcească din Dheryneia. Solomou s-a urcat pe un stâlp pentru a înlătura steagul turkia dar a fost împușcat de trei ori de către pușcași turci; în gură, în gât și în stomac.
Conform autorităților cipriote grecești, ucigașii lui Solomou au fost identificați cu ajutorul unor fotografii ca fiind Kenan Akin și Erdal Haciali Emanet, mambri ai administrației nerecunoscute a Ciprului de Nord (primul Ministrul Agriculturii și Resurselor Naturale iar al doilea, șeful Forțelor Speciale. Au fost date garanții pentru arestarea lor de către Guvernul Cipriot, împreună cu alte trei persoane: Attila Sav, șeful Poliției din Ciprul de Nord, Hasan Kundakci, locotenent al Armatei Ciprului de Nord și Mehmet Karli, General Major al Armatei Turciei.
Funeraliile lui Solomou au fost ținute la data de 16 august în Paralimni.

## Urmările
Imaginea lui Solomou urcându-se pe stâlp a fost foarte des folosit ca simbol de protest față de prezența Turciei în Cipru. Curajul lui Solomou a fost lăudat de mai mulți politicieni greci, iar mai mulți compozitori greci i-au dedicat cântece. Dionysis Savvopoulos i-a dedicat „Odi sto Georgio Karaiskaki”, Dimitris Mitropanos i-a dedicat „Panta gelastoi”, iar Stelios Rokkos i-a dedicat „Gia to Solomo Solomou”. Anumite surse au indicat faptul că compozitorul și interpretul turc Zülfü Livaneli a cântat în cadrul concertului realizat în memoria lui Solomon (mai ales cântecul său „Yiğidim aslanım burda yatıyor”), dar acesta a negat.
Solomou este considerat erou național în Grecia și Cipru, unde este adesea numit „erou-martir” (Greacă:ηρωομάρτυρας)